# St. Burkard (Obernbreit)

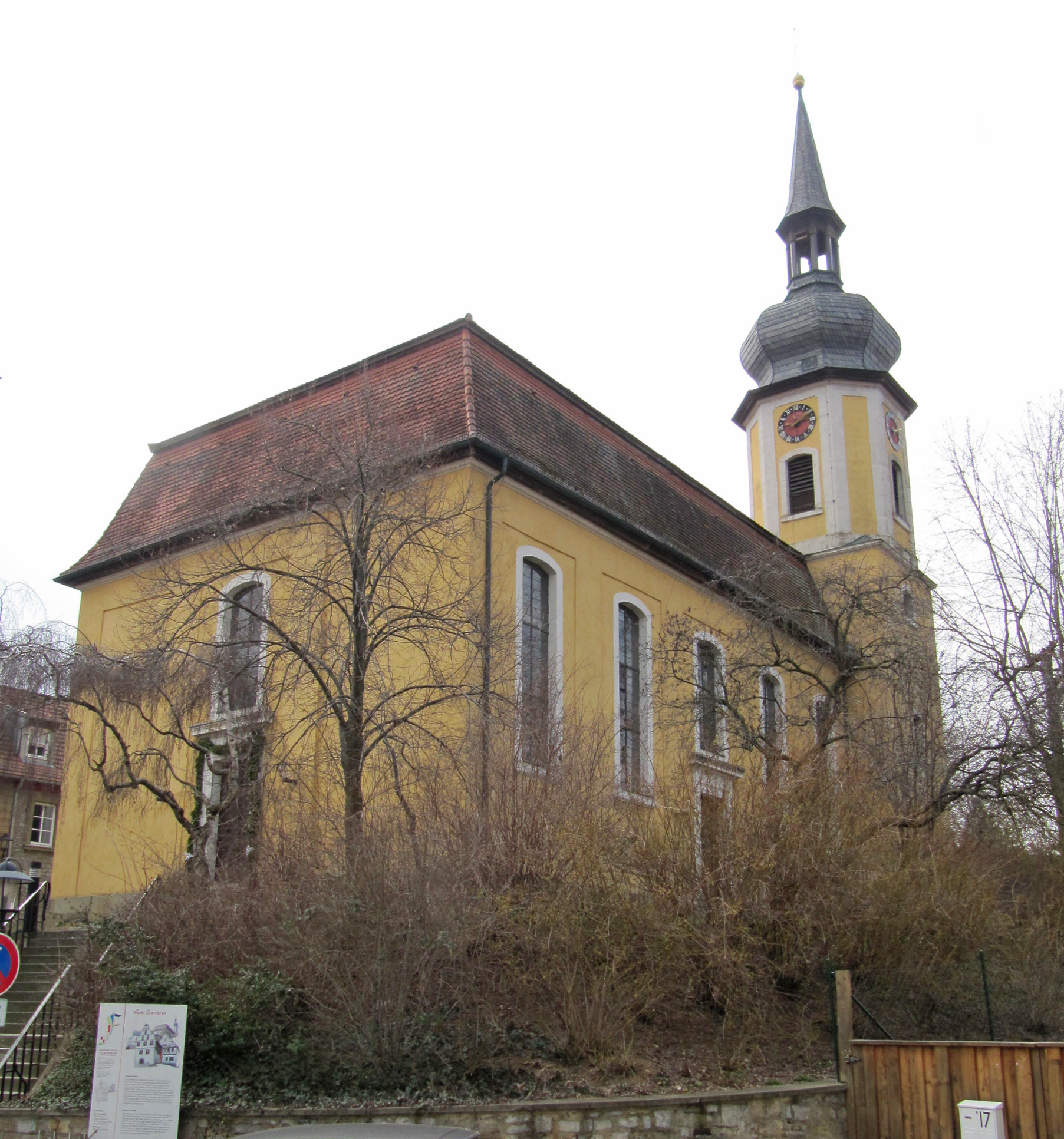
Die Kirche in Obernbreit

Die Kirche St. Burkard im unterfränkischen Obernbreit ist der Sitz der evangelisch-lutherischen Gemeinde im Ort. Das Gotteshaus liegt an der Würzburger Straße inmitten des Dorfes und ist heute Teil des Evangelisch-Lutherischen Dekanats Kitzingen.

## Geschichte
Die Geschichte der Kirche ist eng mit der des Ortes Obernbreit verbunden. Das Dorf wurde bereits im 13. Jahrhundert, 1268, genannt. Ob zu diesem Zeitpunkt bereits ein Gotteshaus in „broite“, so der damalige Name, existierte, ist allerdings unklar. Im Jahr 1448 kam das Dorf an die Markgrafen von Brandenburg-Ansbach; unter diesen Herrschern wurde eine Kirche im Jahr 1462 erstmals erwähnt. Sie besaß eine Umwehrung und war von einem Friedhof umgeben.
Im Jahr 1528 führte Georg der Bekenner die Reformation in seinen Besitzungen ein. Auch in Obernbreit predigte fortan ein lutherischer Pfarrer. Im Zuge des Dreißigjährigen Krieges besetzten kaiserliche Truppen den Ort und brannten die Kirche bis auf die Grundmauern ab. Schnell errichtete man eine sogenannte Notkirche auf den Trümmern des alten Gotteshauses. Es hatte weniger als einhundert Jahre Bestand und war bereits 1731 einsturzgefährdet.
Also beauftragten die Gemeindeoberen den Baumeister Johann David Steingruber, der in der Markgrafschaft viele Kirchenbauten in Angriff nahm, eine neue Kirche in Obernbreit zu errichten. Das barocke Gotteshaus wuchs schnell und konnte bereits am 16. November 1732 geweiht werden. Es präsentierte sich als herrschaftliche Kirche, da die Markgrafen bereits im 17. Jahrhundert im Ort einige Verwaltungssitze etabliert hatten. Die Kirche wird Baudenkmal eingeordnet, untertägige Reste werden als Bodendenkmal geführt.

## Architektur
Die Kirche präsentiert sich als Saalbau mit eingezogenem Polygonalchor. Ein Turm wurde an der Südseite des Gotteshauses angebaut. Er weist drei Geschosse auf, von denen die zwei unteren rechteckig gebaut wurden, während das Obergeschoss einen achteckigen Grundriss aufweist. Eine Zwiebelkuppel schließt ihn nach oben hin ab. Im Inneren entspricht die Kirche dem ansbachischen Markgrafenstil und weist deshalb kaum Gliederung auf.

## Ausstattung

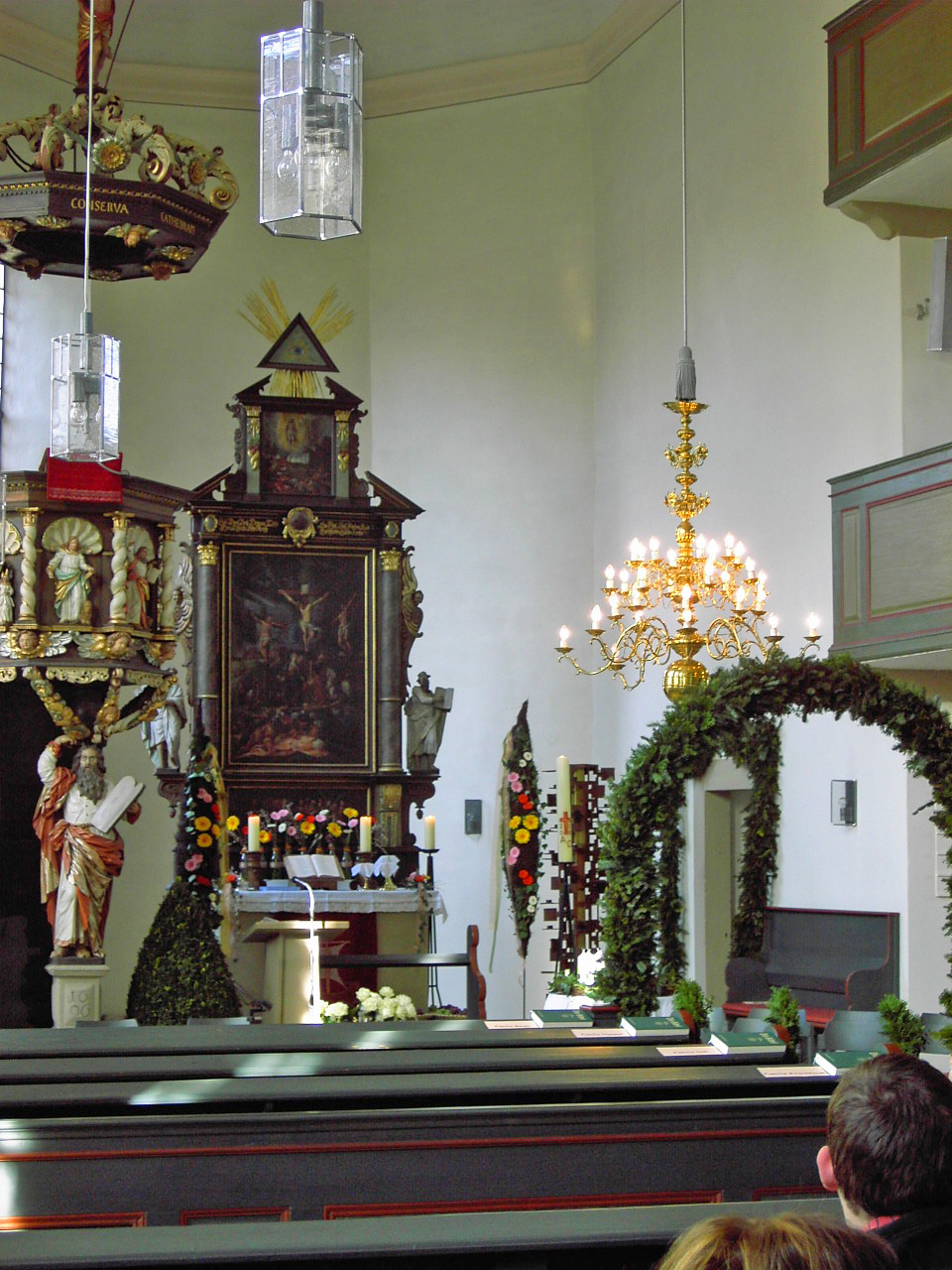
Der Chorraum der Burkardskirche

Die prunkvollen Ausstattungsgegenstände aus der Vorgängerkirche des 17. Jahrhunderts prägen das Gotteshaus. Der Altar geht auf eine Stiftung des Jahres 1662 zurück. In seiner Predella wird das Abendmahl gezeigt, während im Blatt die Kreuzigung Christi dargestellt ist. Der Auszug wird durch das Bild der Auferstehung und das Auge der Vorsehung geprägt. Eingerahmt wird der Altar von den Assistenzfiguren Petrus und Paulus. Eine Inschrift auf dem Kreuzigungsblatt lautet: „Gib Das Bey Deinem Tisch/ So Viel Sich Finden Ein/ Herr Christe Recht/ Geschickte Gäste Seyn.“
Einzigartig im Kitzinger Land ist die Kanzel der Kirche. Sie entstammt dem Jahr 1696 und wird von der vollplastischen Figur des Mose geprägt. Er trägt mit seinem Körper den Kanzelkorpus, während in seiner linken Hand die Gesetzestafeln zu finden sind. Der Korpus selbst wird durch die halbplastischen Figuren der vier Evangelisten gegliedert, unterhalb von ihnen finden sich Engelsköpfe als Konsolenfiguren. Auf dem Schalldeckel steht der auferstandene Christus.
Ein weiteres Ausstattungselement aus dem 17. Jahrhundert ist der Taufstein. Er wurde, wie eine Inschrift erwähnt, von Margarethe Ullmer im Jahr 1635 gestiftet. Ein mit Akanthuswerk versehener Baluster leitet zum Taufbecken über, das von Engeln umgeben ist. Bereits im 16. Jahrhundert entstand hingegen die Figur des heiligen Bonifatius am Chorbogen. Die West- und Südseite des Gotteshauses wird von einer doppelstöckigen, hölzernen Empore durchzogen.